# Brno-Královo Pole (stacja kolejowa)
Brno-Královo Pole – stacja kolejowa w Brnie przy ulicy Budovcovej 2719/2, w kraju południowomorawskim, w Czechach. Znajdują się tam 3 perony.